# Torneo Nacional de Clubes 2008
El Torneo Nacional de Clubes de 2008 fue la décimo-quinta edición del torneo organizado por la Unión Argentina de Rugby que reúne a los mejores clubes de la URBA y de los distintos torneos regionales del interior del país. Se llevó a cabo entre el 24 de mayo y el 22 de noviembre de 2008.
San Isidro Club se consagró campeón tras derrotar 33-8 en la final al campeón defensor, La Plata Rugby Club, consiguiendo así su segundo título en tres temporadas y el cuarto en total, alcanzando a Hindú como máximo ganador en la historia del torneo.

## Equipos participantes
Participaron de este torneo dieciséis equipos, ocho de la URBA y ocho del interior. Los equipos clasificaron de acuerdo su desempeño en los distintos torneos regionales.
| Club                           | Torneo                                   | Unión de origen                 |
| ------------------------------ | ---------------------------------------- | ------------------------------- |
| Alumni                         | Torneo de la URBA (8 equipos)            | Unión de Rugby de Buenos Aires  |
| CASI                           | Torneo de la URBA (8 equipos)            | Unión de Rugby de Buenos Aires  |
| CUBA                           | Torneo de la URBA (8 equipos)            | Unión de Rugby de Buenos Aires  |
| Hindú                          | Torneo de la URBA (8 equipos)            | Unión de Rugby de Buenos Aires  |
| La Plata Rugby Club            | Torneo de la URBA (8 equipos)            | Unión de Rugby de Buenos Aires  |
| Pueyrredón                     | Torneo de la URBA (8 equipos)            | Unión de Rugby de Buenos Aires  |
| Regatas de Bella Vista         | Torneo de la URBA (8 equipos)            | Unión de Rugby de Buenos Aires  |
| San Isidro Club                | Torneo de la URBA (8 equipos)            | Unión de Rugby de Buenos Aires  |
| Córdoba Athletic               | Torneo de Córdoba (2 equipos)            | Unión Cordobesa de Rugby        |
| Tala                           | Torneo de Córdoba (2 equipos)            | Unión Cordobesa de Rugby        |
| Duendes Rugby Club             | Torneo Regional del Litoral (2 equipos)  | Unión de Rugby de Rosario       |
| Jockey Club de Rosario         | Torneo Regional del Litoral (2 equipos)  | Unión de Rugby de Rosario       |
| Cardenales                     | Torneo Regional del Noroeste (2 equipos) | Unión de Rugby de Tucumán       |
| Universitario de Tucumán       | Torneo Regional del Noroeste (2 equipos) | Unión de Rugby de Tucumán       |
| Mendoza Rugby Club             | Torneo Regional del Oeste                | Unión de Rugby de Cuyo          |
| Universitario de Mar del Plata | Torneo de la URMDP                       | Unión de Rugby de Mar del Plata |

## Primera fase

### Zona 1
| Pos. | Equipos          | Partidos | Partidos | Partidos | Tantos | Tantos | Tantos | Pts. |
| Pos. | Equipos          | G        | E        | P        | PF     | PC     | DP     | Pts. |
| ---- | ---------------- | -------- | -------- | -------- | ------ | ------ | ------ | ---- |
| 1.°  | Hindú            | 2        | 0        | 1        | 143    | 72     | +71    | 10   |
| 2.°  | Tala             | 2        | 0        | 1        | 102    | 71     | +31    | 9    |
| 3.°  | Córdoba Athletic | 1        | 0        | 2        | 54     | 104    | -50    | 6    |
| 4.°  | Regatas BV       | 1        | 0        | 2        | 102    | 154    | -52    | 5    |

|  | Clasifica a cuartos de final |

| 24 de mayo | Hindú | 52 - 5  | Córdoba Athletic |                                            |                                            |
|            |       | Reporte |                  | Árbitro(s): Víctor Rabuffetti (Entre Ríos) | Árbitro(s): Víctor Rabuffetti (Entre Ríos) |

| 24 de mayo | Tala | 58 - 27 | Regatas BV |                                       |                                       |
|            |      | Reporte |            | Árbitro(s): Claudio Antonio (Tucumán) | Árbitro(s): Claudio Antonio (Tucumán) |

| 5 de julio | Regatas BV | 45 - 78 | Hindú |                                          |                                          |
|            |            | Reporte |       | Árbitro(s): Ariel Guillén (Buenos Aires) | Árbitro(s): Ariel Guillén (Buenos Aires) |

| 5 de julio | Tala | 22 - 31 | Córdoba Athletic |                                            |                                            |
|            |      | Reporte |                  | Árbitro(s): Federico Cuesta (Buenos Aires) | Árbitro(s): Federico Cuesta (Buenos Aires) |

| 16 de agosto | Hindú | 13 - 22 | Tala |                                    |                                    |
|              |       | Reporte |      | Árbitro(s): Mauro Rivera (Rosario) | Árbitro(s): Mauro Rivera (Rosario) |

| 16 de agosto | Córdoba Athletic | 18 - 30 | Regatas BV |                                          |                                          |
|              |                  | Reporte |            | Árbitro(s): Fernando Martorell (Tucumán) | Árbitro(s): Fernando Martorell (Tucumán) |

### Zona 2
| Pos. | Equipos             | Partidos | Partidos | Partidos | Tantos | Tantos | Tantos | Pts. |
| Pos. | Equipos             | G        | E        | P        | PF     | PC     | DP     | Pts. |
| ---- | ------------------- | -------- | -------- | -------- | ------ | ------ | ------ | ---- |
| 1.°  | Cardenales          | 2        | 0        | 1        | 93     | 47     | +46    | 11   |
| 2.°  | La Plata RC         | 2        | 0        | 1        | 60     | 48     | +12    | 10   |
| 3.°  | Universitario (MDP) | 1        | 0        | 2        | 53     | 75     | -22    | 6    |
| 4.°  | Pueyrredón          | 1        | 0        | 2        | 61     | 97     | -36    | 6    |

|  | Clasifica a cuartos de final |

| 24 de mayo | Cardenales | 55 - 13 | Pueyrredón |                                         |                                         |
|            |            | Reporte |            | Árbitro(s): Martín Rodríguez (Santa Fe) | Árbitro(s): Martín Rodríguez (Santa Fe) |

| 24 de mayo | La Plata RC | 27 - 10 | Universitario (MDP) |                                     |                                     |
|            |             | Reporte |                     | Árbitro(s): Daniel Araque (Austral) | Árbitro(s): Daniel Araque (Austral) |

| 5 de julio | Universitario (MDP) | 24 - 30 | Cardenales |                                            |                                            |
|            |                     | Reporte |            | Árbitro(s): Hernán Filomena (Buenos Aires) | Árbitro(s): Hernán Filomena (Buenos Aires) |

| 5 de julio | La Plata RC | 23 - 30 | Pueyrredón |                                               |                                               |
|            |             | Reporte |            | Árbitro(s): Francisco Pastrana (Buenos Aires) | Árbitro(s): Francisco Pastrana (Buenos Aires) |

| 16 de agosto | Cardenales | 8 - 10  | La Plata RC |                                      |                                      |
|              |            | Reporte |             | Árbitro(s): Javier Mancuso (Córdoba) | Árbitro(s): Javier Mancuso (Córdoba) |

| 16 de agosto | Pueyrredón | 18 - 19 | Universitario (MDP) |                                     |                                     |
|              |            | Reporte |                     | Árbitro(s): Eugenio Morra (Córdoba) | Árbitro(s): Eugenio Morra (Córdoba) |

### Zona 3
| Pos. | Equipos         | Partidos | Partidos | Partidos | Tantos | Tantos | Tantos | Pts. |
| Pos. | Equipos         | G        | E        | P        | PF     | PC     | DP     | Pts. |
| ---- | --------------- | -------- | -------- | -------- | ------ | ------ | ------ | ---- |
| 1.°  | Jockey Club (R) | 3        | 0        | 0        | 59     | 25     | +34    | 12   |
| 2.°  | Duendes         | 2        | 0        | 1        | 87     | 72     | +15    | 10   |
| 3.°  | CASI            | 1        | 0        | 2        | 63     | 55     | +8     | 6    |
| 4.°  | Alumni          | 0        | 0        | 3        | 17     | 74     | -57    | 0    |

|  | Clasifica a cuartos de final |

| 24 de mayo | Alumni | 0 - 24  | Jockey Club (R) |                                    |                                    |
|            |        | Reporte |                 | Árbitro(s): Omar Alcocer (Tucumán) | Árbitro(s): Omar Alcocer (Tucumán) |

| 24 de mayo | Duendes | 42 - 33 | CASI |                                      |                                      |
|            |         | Reporte |      | Árbitro(s): Carlos Romero (Nordeste) | Árbitro(s): Carlos Romero (Nordeste) |

| 5 de julio | CASI | 22 - 0  | Alumni |                                          |                                          |
|            |      | Reporte |        | Árbitro(s): Matías Fresia (Buenos Aires) | Árbitro(s): Matías Fresia (Buenos Aires) |

| 5 de julio | Duendes | 17 - 22 | Jockey Club (R) |                                         |                                         |
|            |         | Reporte |                 | Árbitro(s): Pablo Deluca (Buenos Aires) | Árbitro(s): Pablo Deluca (Buenos Aires) |

| 16 de agosto | Alumni | 17 - 28 | Duendes |                                          |                                          |
|              |        | Reporte |         | Árbitro(s): Alberto Passamonti (Córdoba) | Árbitro(s): Alberto Passamonti (Córdoba) |

| 16 de agosto | Jockey Club (R) | 13 - 8  | CASI |                                    |                                    |
|              |                 | Reporte |      | Árbitro(s): Agustín Auad (Tucumán) | Árbitro(s): Agustín Auad (Tucumán) |

### Zona 4
| Pos. | Equipos           | Partidos | Partidos | Partidos | Tantos | Tantos | Tantos | Pts. |
| Pos. | Equipos           | G        | E        | P        | PF     | PC     | DP     | Pts. |
| ---- | ----------------- | -------- | -------- | -------- | ------ | ------ | ------ | ---- |
| 1.°  | San Isidro Club   | 3        | 0        | 0        | 62     | 39     | +23    | 12   |
| 2.°  | Universitario (T) | 1        | 0        | 2        | 85     | 59     | +26    | 8    |
| 3.°  | CUBA              | 1        | 0        | 2        | 60     | 71     | -11    | 6    |
| 4.°  | Mendoza RC        | 1        | 0        | 2        | 51     | 89     | -38    | 5    |

|  | Clasifica a cuartos de final |

| 24 de mayo | Universitario (T) | 10 - 13 | San Isidro Club |                                      |                                      |
|            |                   | Reporte |                 | Árbitro(s): Javier Mancuso (Córdoba) | Árbitro(s): Javier Mancuso (Córdoba) |

| 24 de mayo | CUBA | 30 - 6  | Mendoza RC |                                    |                                    |
|            |      | Reporte |            | Árbitro(s): Mauro Rivera (Rosario) | Árbitro(s): Mauro Rivera (Rosario) |

| 5 de julio | Mendoza RC | 32 - 31 | Universitario (T) |                                                |                                                |
|            |            | Reporte |                   | Árbitro(s): Ignacio Iparaguirre (Buenos Aires) | Árbitro(s): Ignacio Iparaguirre (Buenos Aires) |

| 5 de julio | CUBA | 16 - 21 | San Isidro Club |                                            |                                            |
|            |      | Reporte |                 | Árbitro(s): Leonardo Borghi (Buenos Aires) | Árbitro(s): Leonardo Borghi (Buenos Aires) |

| 16 de agosto | Universitario (T) | 44 - 14 | CUBA |                                 |                                 |
|              |                   | Reporte |      | Árbitro(s): Andrés Ramos (Cuyo) | Árbitro(s): Andrés Ramos (Cuyo) |

| 16 de agosto | San Isidro Club | 28 - 13 | Mendoza RC |                                         |                                         |
|              |                 | Reporte |            | Árbitro(s): Martín Rodríguez (Santa Fe) | Árbitro(s): Martín Rodríguez (Santa Fe) |

## Fase final
|  | Cuartos de final  | Cuartos de final  | Cuartos de final |                 |                 | Semifinales     | Semifinales     | Semifinales     |  |                 | Final           | Final           | Final           |  |
|  | 20 de septiembre  | 20 de septiembre  | 20 de septiembre |                 |                 | 15 de noviembre | 15 de noviembre | 15 de noviembre |  |                 | 22 de noviembre | 22 de noviembre | 22 de noviembre |  |
|  |                   |                   |                  |                 |                 |                 |                 |                 |  |                 |                 |                 |                 |  |
|  |                   |                   |                  |                 |                 |                 |                 |                 |  |                 |                 |                 |                 |  |
|  | San Isidro Club   | San Isidro Club   | 30               |                 |                 |                 |                 |                 |  |                 |                 |                 |                 |  |
|  | San Isidro Club   | San Isidro Club   | 30               |                 |                 |                 |                 |                 |  |                 |                 |                 |                 |  |
|  | Duendes           | Duendes           | 27               |                 |                 |                 |                 |                 |  |                 |                 |                 |                 |  |
|  | Duendes           | Duendes           | 27               |                 | San Isidro Club | San Isidro Club | 26              |                 |  |                 |                 |                 |                 |  |
|  |                   |                   |                  |                 | San Isidro Club | San Isidro Club | 26              |                 |  |                 |                 |                 |                 |  |
|  |                   |                   | Jockey Club (R)  | Jockey Club (R) | 17              |                 |                 |                 |  |                 |                 |                 |                 |  |
|  | Jockey Club (R)   | Jockey Club (R)   | Jockey Club (R)  | Jockey Club (R) | 17              | 26              |                 |                 |  |                 |                 |                 |                 |  |
|  | Jockey Club (R)   | Jockey Club (R)   |                  |                 |                 |                 |                 |                 |  |                 |                 |                 |                 |  |
|  | Universitario (T) | Universitario (T) | 17               |                 |                 |                 |                 |                 |  |                 |                 |                 |                 |  |
|  | Universitario (T) | Universitario (T) | 17               |                 |                 |                 |                 |                 |  | San Isidro Club | San Isidro Club | 33              |                 |  |
|  |                   |                   |                  |                 |                 |                 |                 |                 |  | San Isidro Club | San Isidro Club | 33              |                 |  |
|  |                   |                   | La Plata RC      | La Plata RC     | 8               |                 |                 |                 |  |                 |                 |                 |                 |  |
|  | Hindú             | Hindú             | La Plata RC      | La Plata RC     | 8               | 34              |                 |                 |  |                 |                 |                 |                 |  |
|  | Hindú             | Hindú             |                  |                 |                 |                 |                 |                 |  |                 |                 |                 |                 |  |
|  | La Plata RC       | La Plata RC       | 36               |                 |                 |                 |                 |                 |  |                 |                 |                 |                 |  |
|  | La Plata RC       | La Plata RC       | 36               |                 | La Plata RC     | La Plata RC     | 31              |                 |  |                 |                 |                 |                 |  |
|  |                   |                   |                  |                 | La Plata RC     | La Plata RC     | 31              |                 |  |                 |                 |                 |                 |  |
|  |                   |                   | Cardenales       | Cardenales      | 26              |                 |                 |                 |  |                 |                 |                 |                 |  |
|  | Cardenales        | Cardenales        | Cardenales       | Cardenales      | 26              | 38              |                 |                 |  |                 |                 |                 |                 |  |
|  | Cardenales        | Cardenales        |                  |                 |                 |                 |                 |                 |  |                 |                 |                 |                 |  |
|  | Tala              | Tala              | 25               |                 |                 |                 |                 |                 |  |                 |                 |                 |                 |  |
|  | Tala              | Tala              | 25               |                 |                 |                 |                 |                 |  |                 |                 |                 |                 |  |
|  |                   |                   |                  |                 |                 |                 |                 |                 |  |                 |                 |                 |                 |  |

### Cuartos de final
| 20 de septiembre | San Isidro Club | 30 - 27 | Duendes |                                    |                                    |
|                  |                 | Reporte |         | Árbitro(s): Omar Alcocer (Tucumán) | Árbitro(s): Omar Alcocer (Tucumán) |

| 20 de septiembre | Jockey Club (R) | 26 - 17 | Universitario (T) |                                            |                                            |
|                  |                 | Reporte |                   | Árbitro(s): Leonardo Borghi (Buenos Aires) | Árbitro(s): Leonardo Borghi (Buenos Aires) |

| 20 de septiembre | Hindú | 34 - 36 | La Plata RC |                                            |                                            |
|                  |       | Reporte |             | Árbitro(s): Federico Cuesta (Buenos Aires) | Árbitro(s): Federico Cuesta (Buenos Aires) |

| 20 de septiembre | Cardenales | 38 - 25 | Tala |                                         |                                         |
|                  |            | Reporte |      | Árbitro(s): Pablo Deluca (Buenos Aires) | Árbitro(s): Pablo Deluca (Buenos Aires) |

### Semifinales
| 15 de noviembre | San Isidro Club | 26 - 17 | Jockey Club (R) |                                      |                                      |
|                 |                 | Reporte |                 | Árbitro(s): Javier Mancuso (Córdoba) | Árbitro(s): Javier Mancuso (Córdoba) |

| 15 de noviembre | La Plata RC | 31 - 26 | Cardenales |                                 |                                 |
|                 |             | Reporte |            | Árbitro(s): Andrés Ramos (Cuyo) | Árbitro(s): Andrés Ramos (Cuyo) |

### Final
| 22 de noviembre | San Isidro Club | 33 - 8  | La Plata RC |                                         |                                         |
|                 |                 | Reporte |             | Árbitro(s): Pablo Deluca (Buenos Aires) | Árbitro(s): Pablo Deluca (Buenos Aires) |